# Замковая стража

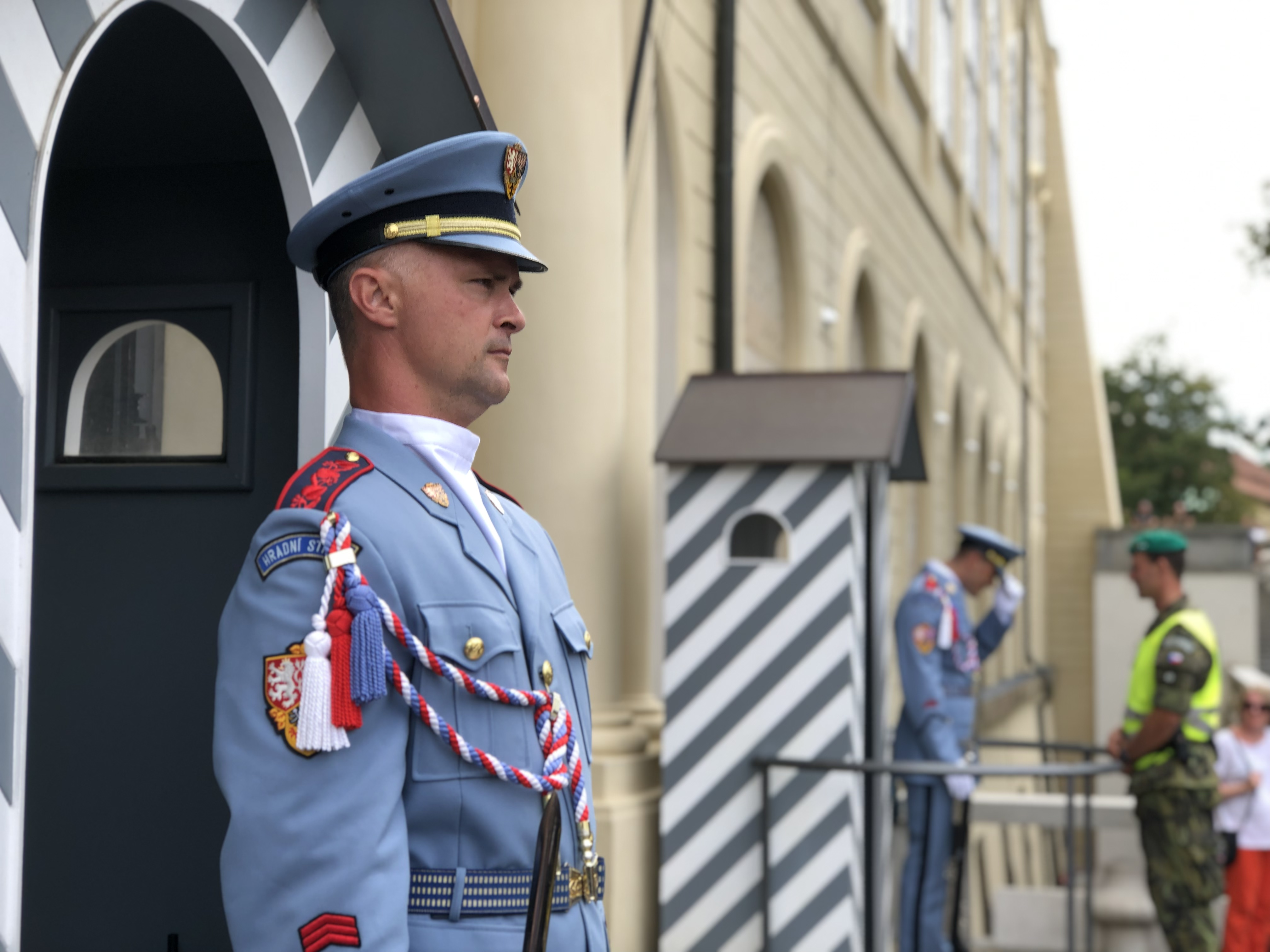
Дежурный стражник Пражского Града в летней форме.

Охрана Пражского града или Замковая стража (чеш. Hradní stráž) — специальное автономное подразделение Вооруженных сил Чешской Республики, непосредственно подчинены Военной канцелярии Президента Чешской Республики. Основная задача подразделения является охрана и защита резиденции президента Чешской Республики в Пражском Граде.
Наиболее заметной деятельностью подразделения является церемониальная служба в Пражском Граде, но основной род деятельности охрана объектов, принадлежащих президентской администрации.

## История
В период с 1939 по 1945 год его обязанности выполнял 1-й батальон правительственной армии. В годы коммунистического режима традиция Замковой стражи прервалась. 15 декабря 1952 года она перестала быть частью Чехословацкой народной армии и стала 14-м специальным батальоном 1-й механизированной бригады (2295 часть) Внутренних войск МВД, перешедшим в ведение Министерства внутренних дел, которое выполняло задачи сегодняшней замковой охраны в период Чехословацкой Социалистической Республики. После реорганизации в 1966 году Замковая гвардия, как 7-й специальный батальон, была подчинена Штабу гражданской обороны Министерства внутренних дел. 1 марта 1970 года приказом министра внутренних дел была создана Замковая гвардия Чехословацкой Социалистической Республики, а в 1976 году она была возвращена в подчинение министерства внутренних дел. Однако при выполнении задач по обеспечению безопасности она по-прежнему подчинялась 5-му департаменту СНБ. Ситуация изменилась только благодаря закону №20 от 1990 года, который вернул Замковую гвардию в ведение Министерства обороны.
В 2006 году ветераны Второй мировой войны приняли участие в инициативе, направленной на замену формы замковой стражи, подписав письмо с предложением президенту Вацлаву Клаусу о том, чтобы замок охраняли солдаты в форме чехословацких легионеров времен Первой мировой войны.
С 2018 по 2021 год солдаты Замковой стражи также были направлены в Афганистан в рамках развертывания чешской армии в миссии «Решительная поддержка». Там они служили в качестве  телохранителей, обеспечивая защиту за пределами военных баз союзников, в первую очередь охраняли вертолетных инструкторов чешской армии, которые обучали пилотов Афганской национальной армии.

## Организационная структура
Замковая гвардия — это бригадное подразделение общей численностью 900 солдат со следующей структурой:
- Штаб
  - Штаб замковой стражи
  - Личный состав
  - Тыловое обеспечение
- 1-й батальон
  - Штаб батальона
  - 3 роты охраны
- 2-й батальон
  - Штаб батальона
  - 3 роты охраны
- Оркестр замковой стражи и полиции Чешской Республики
- Рота поддержки
  - Мотоциклетный взвод
  - Взвод поддержки
  - Транспортный взвод
  - Взвод кинологов
- 2 взвода армии

## Вооружение
По состоянию на 2023 год, Замковая стража состоит из 888 солдат и 43 гражданских служащих с дополнительными 40 солдатами активного резерва.
Основное оружие:
- CZ 75 Стандартный служебный пистолет SP01 Phantom
- CZ Scorpion Evo 3 A1 Оружие личной обороны
- CZ 805 BREN A1 Стандартная служебная винтовка

Дополнительное:
- Vz. 52/57 Церемониальная винтовка
- CZ 750 Снайперская винтовка
- РПГ-7 гранатомет (заменен на безоткатное ружье в 2018 году)
- Uk vz. 59 универсальный пулемет (заменен новым пулеметом в 2018 году)

## Символы
13 октября 1921 года во дворе Пражского града президент Томаш Гарриг Масарик торжественно передал знамя замковой гвардии. На знамени с одной стороны была изображена эмблема замковой гвардии, с другой - штандарт президента Республики. Знамя предназначалось для использования в торжественных случаях. 20 февраля 1993 года президент Вацлав Гавел передал военное знамя замковой гвардии и с 1993 года оно находилось в кабинете начальника замковой гвардии. У подразделения также есть эмблема и печать.

## Галерея

### Праздничная

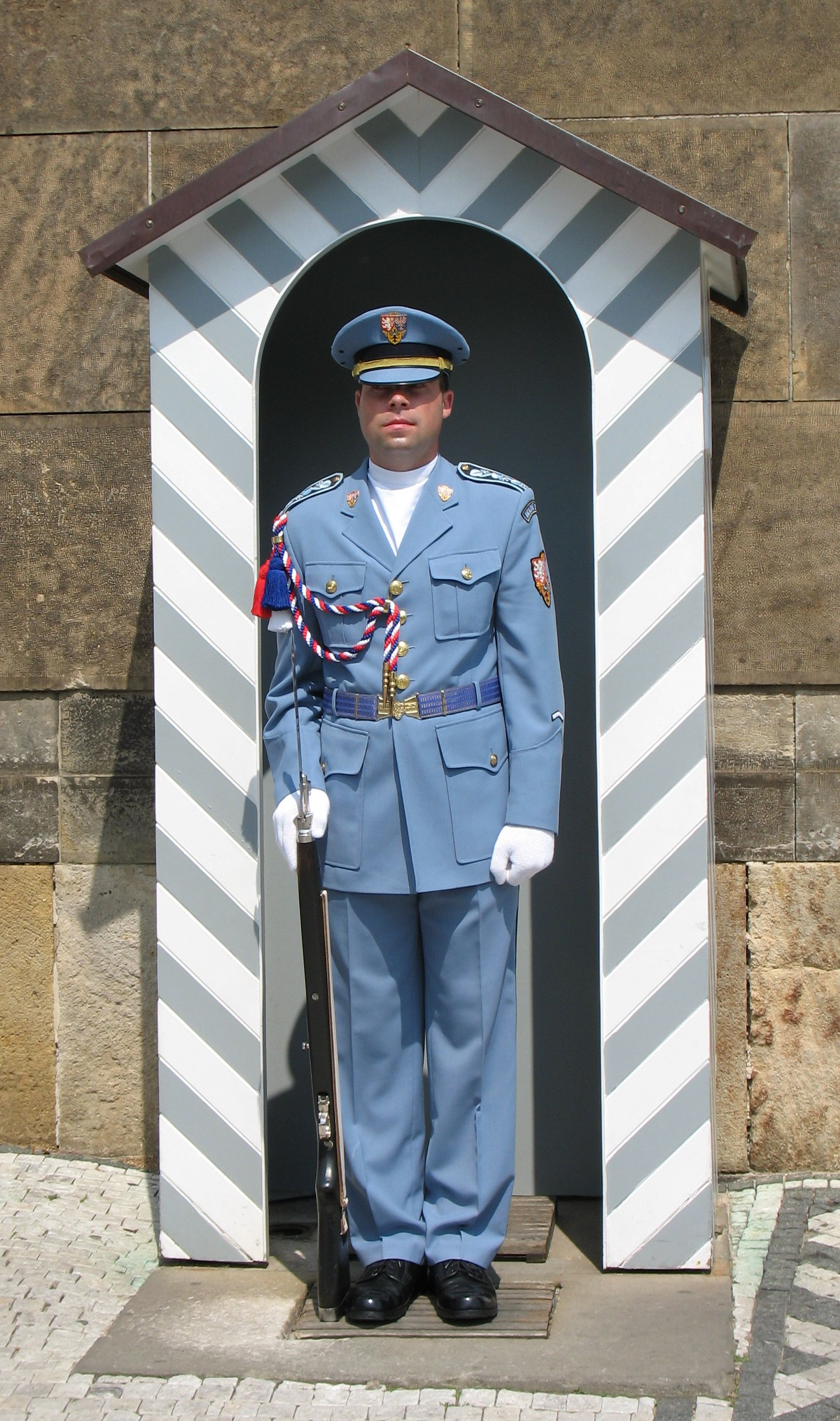
Летняя форма
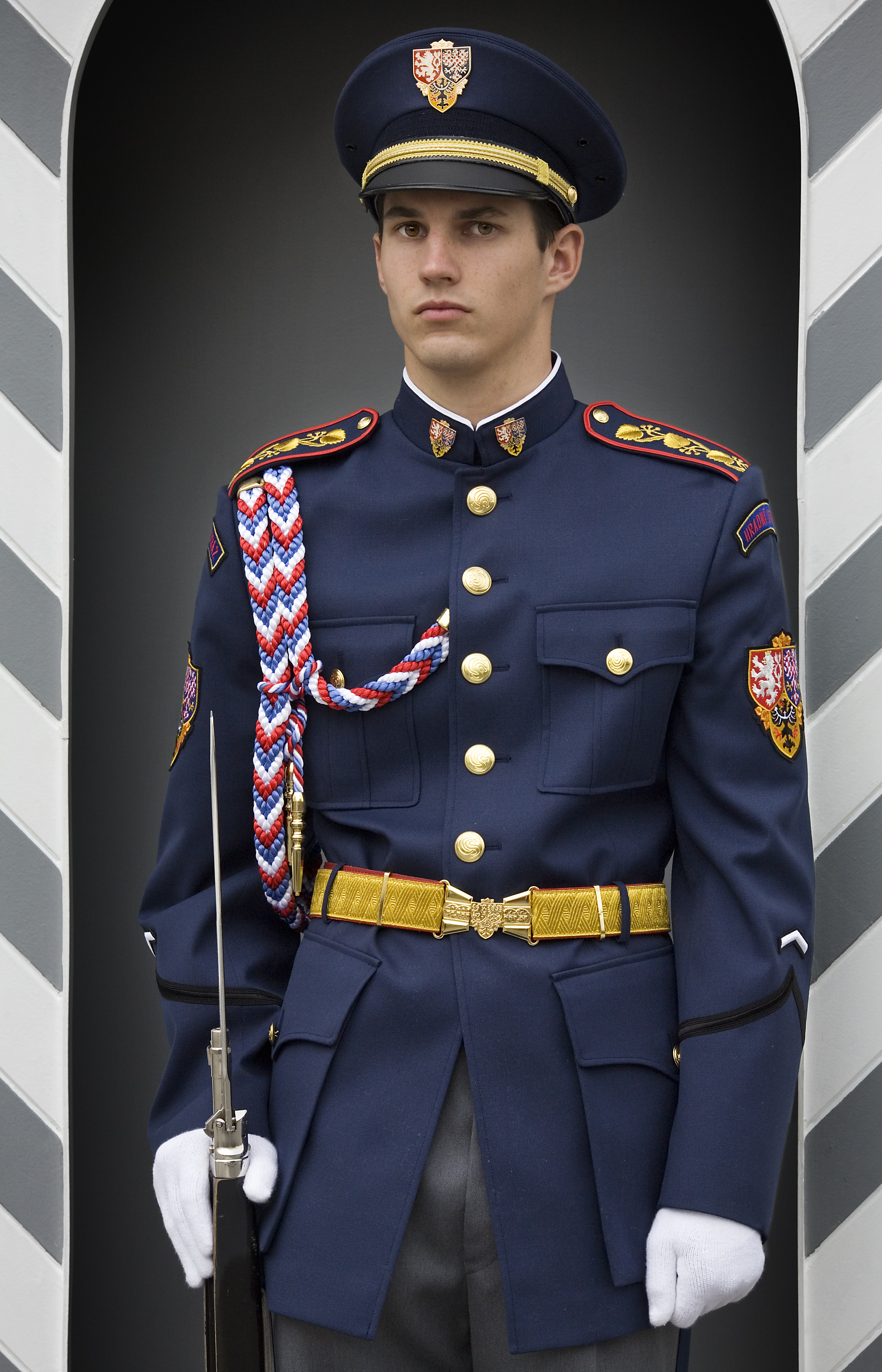
Зимняя форма
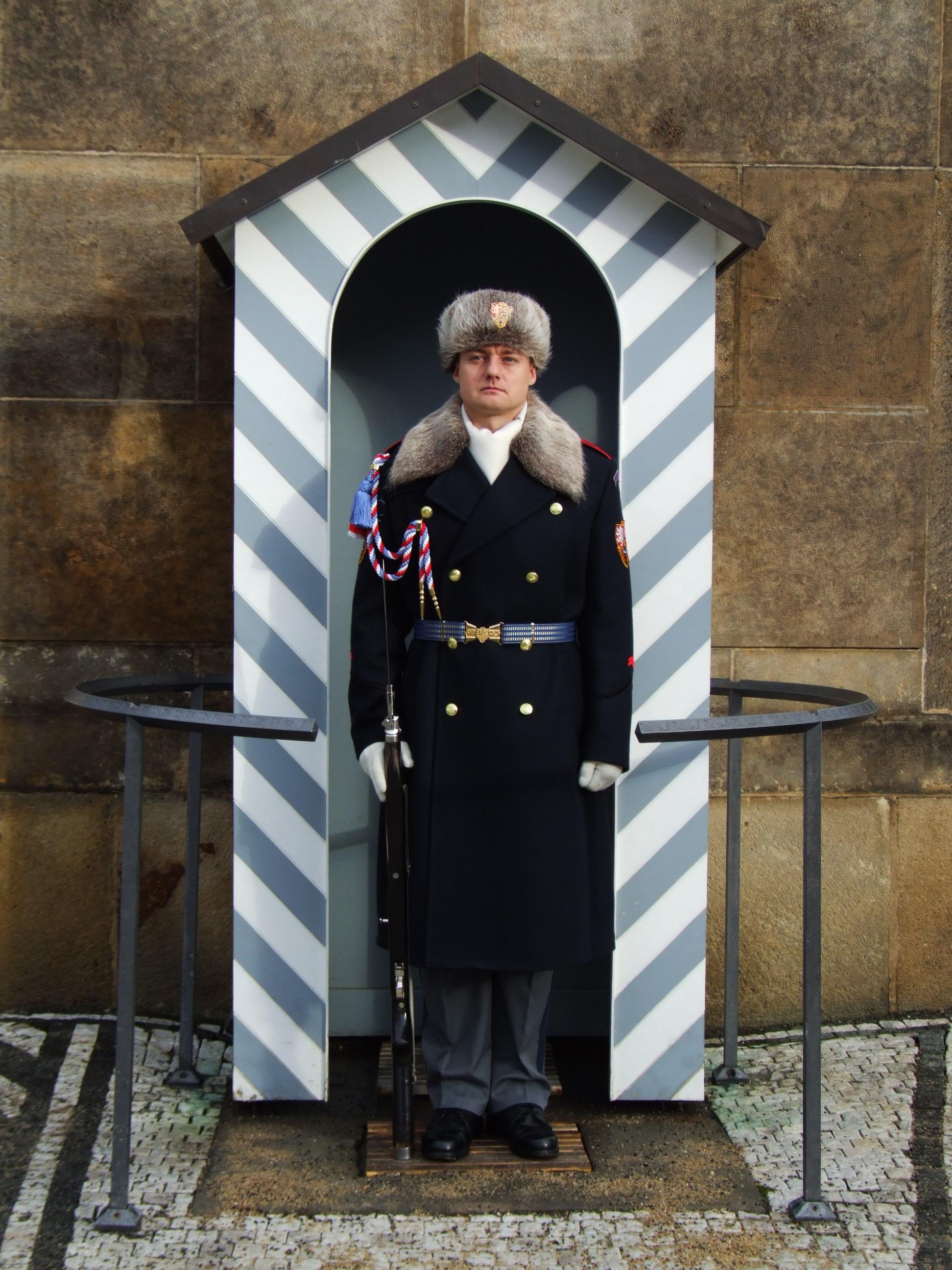
Зимняя форма
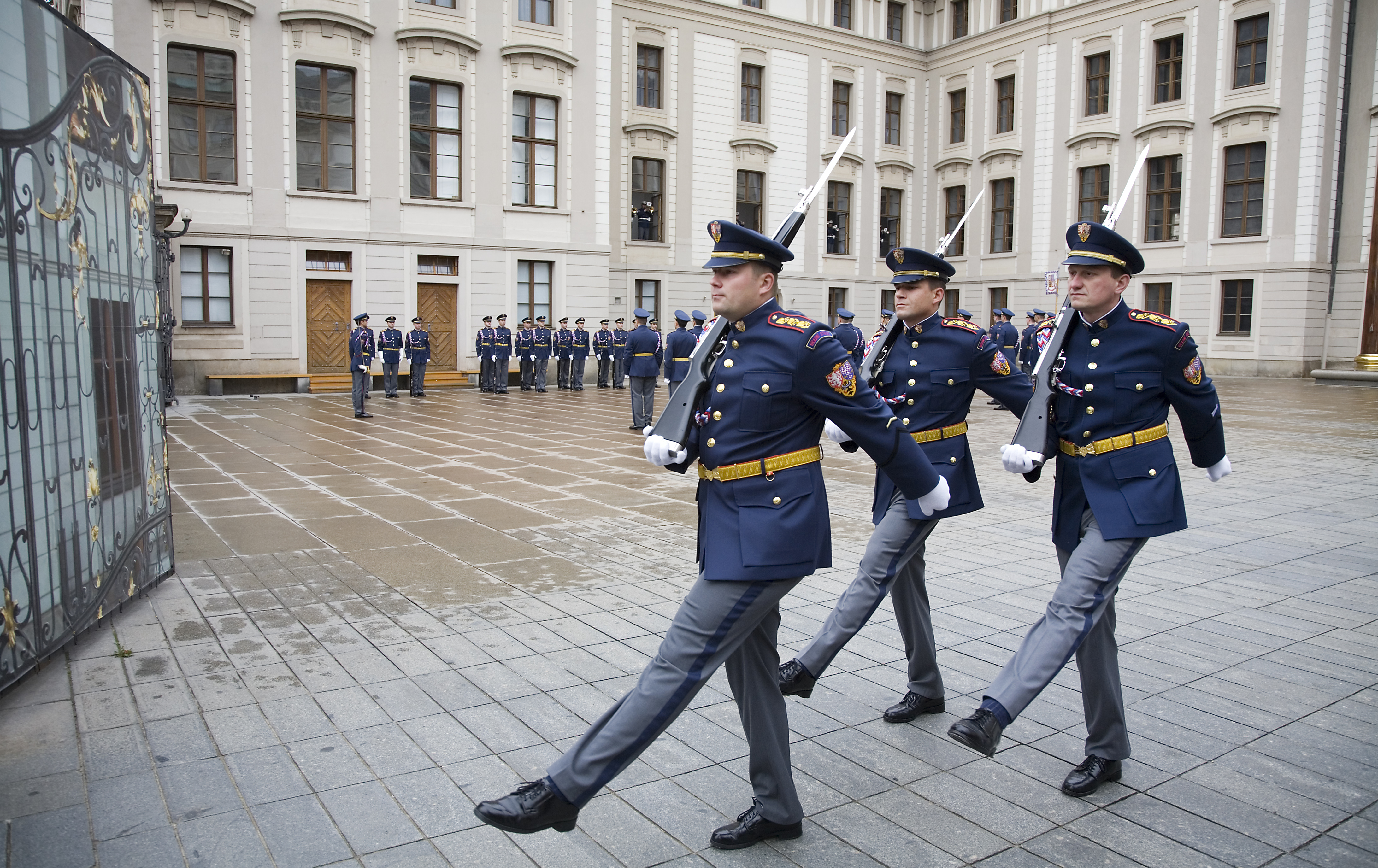
Смена караула

### Стандартная

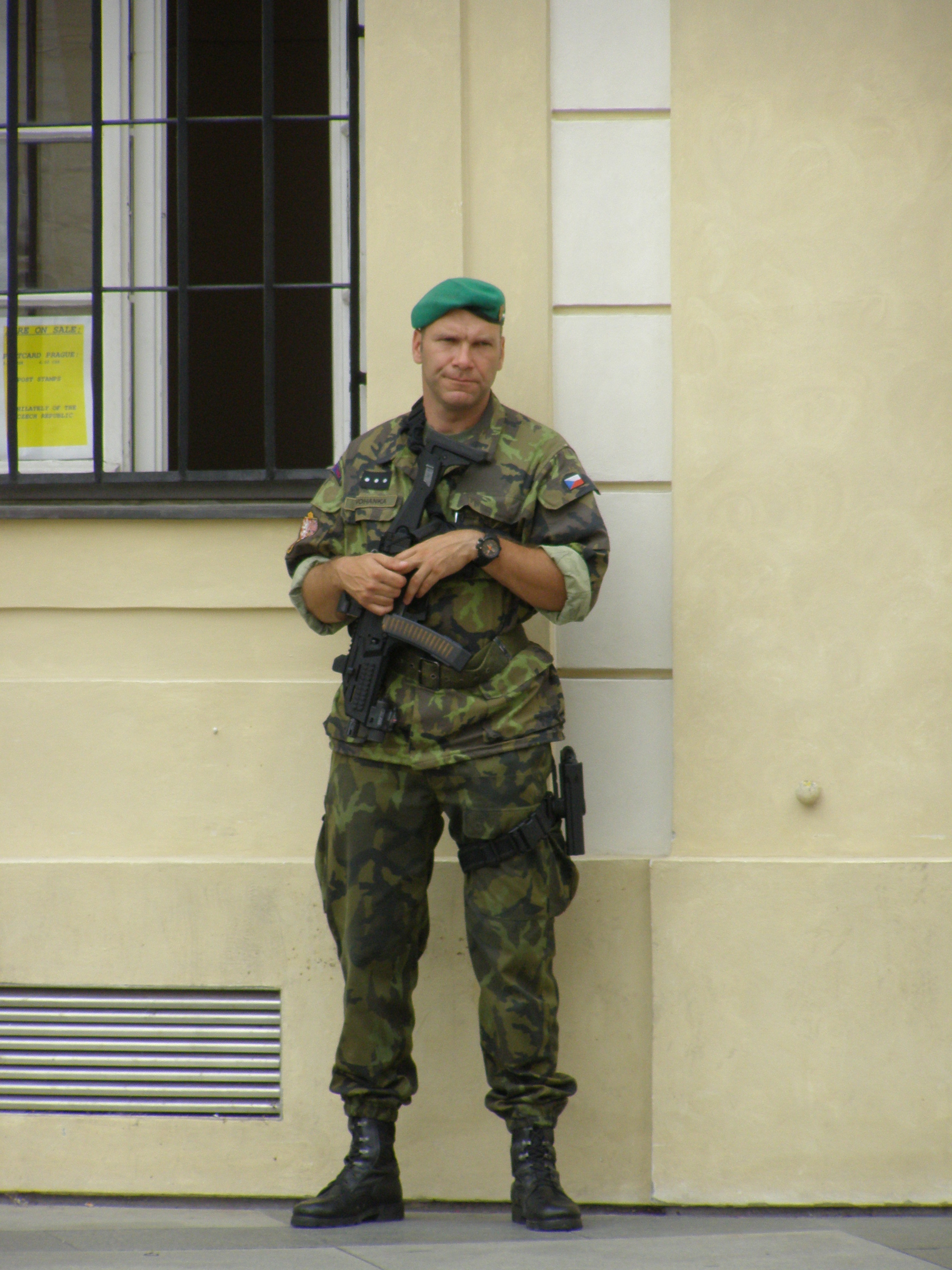
Стандартная униформа

## Примечание
1. ↑  Information about the accreditation of journalists for the events related to the Funeral Service for President Václav Havel. www.hrad.cz. Prague Castle. Дата обращения: 12 апреля 2015. Архивировано 19 марта 2015 года.
2. 1 2  Powder Tower with permanent Castle guard exhibition. www.hrad.cz. Prague Castle. Дата обращения: 12 апреля 2015. Архивировано 23 апреля 2015 года.
3. ↑  Castle Guard. www.hrad.cz. Prague Castle. Дата обращения: 12 апреля 2015. Архивировано 11 апреля 2015 года.
4. ↑  About the Castle Guard. www.hrad.army.cz. Castle Guard. Дата обращения: 12 апреля 2015. Архивировано из оригинала 24 сентября 2015 года.
5. ↑  Mission. www.hrad.army.cz. Castle Guard. Дата обращения: 12 апреля 2015. Архивировано из оригинала 24 сентября 2015 года.
6. ↑  History. hrad.army.cz. Army of the Czech Republic. Дата обращения: 27 октября 2017. Архивировано 27 октября 2017 года.
7. ↑  Československá lidová armáda - VOJENSKÁ SLUŽBA. Дата обращения: 28 мая 2024. Архивировано 28 мая 2024 года.
8. ↑  Historie | hrad.army.cz. www.hrad.army.cz. Архивировано из оригинала 22 июня 2021. Дата обращения: 15 июня 2021.
9. ↑  20/1990 Sb. Zákon o zřízení Správy ochrany prezidenta Československé socialistické republiky a o Hradní stráži Č... Zákony pro lidi (чешск.). Дата обращения: 15 июня 2021.
10. ↑  Veteráni: Uniformy Hradní stráže patří do operety. iDNES.cz. 22 мая 2006. Архивировано 25 июля 2020. Дата обращения: 25 июля 2020.
11. ↑  Hradní stráž možná vymění modrou za zelenou. Radio Prague International (чешск.). 3 ноября 2006. Архивировано 25 июля 2020. Дата обращения: 25 июля 2020.
12. ↑  Hradní stráž se převlékne, zřejmě zpět do zelené. iDNES.cz. 1 ноября 2006. Архивировано 25 июля 2020. Дата обращения: 25 июля 2020.
13. ↑  MANSFELDOVÁ, PETRA (2007). PROFESNÍ UNIFORMY – MARKETINGOVÝ PRŮZKUM (PDF). BAKALÁŘSKÁ PRÁCE. TECHNICKÁ UNIVERZITA V LIBERCI FAKULTA TEXTILNÍ. Архивировано (PDF) 8 мая 2023.
14. ↑  Návrat z Afghánistánu 11. února 2019 | hrad.army.cz. Дата обращения: 28 мая 2024. Архивировано из оригинала 10 ноября 2020 года.
15. ↑  O nás. hrad.army.cz. Дата обращения: 22 февраля 2023. Архивировано 7 марта 2023 года.
16. 1 2 3  Prapor Hradní stráže Архивная копия от 30 ноября 2024 на Wayback Machine — Slavnostní předání z roku 1921
17. ↑  Zpravodaj Vexilologie č. 133 (VI/2004). Дата обращения: 28 мая 2024. Архивировано 29 июня 2024 года.